# Ada Bittenbender
Ada Bittenbender (3 de septiembre de 1848 - 15 de diciembre de 1925) fue una abogada y activista feminista que se convirtió en la primera mujer admitida en ejercer ante la Corte Suprema de Nebraska y la tercera mujer admitida a ejercer ante la Corte Suprema de los Estados Unidos.

## Primeros años
Ada Matilda Cole en el municipio de Asylum (Pensilvania) el 3 de agosto de 1848. En 1869, se graduó en el Colegio Comercial de Binghamton (N.Y.), y en 1875, se graduó en la Escuela Normal del Estado de Pensilvania.  Después de enseñar durante un año, asistió al Instituto Normal de Froebel y luego enseñó durante un año. Durante un tiempo, trabajó como directora en la escuela de Pensilvania.
El 9 de agosto de 1878 se casó con el abogado Henry Clay Bittenbender, graduado del Princeton College. Después de casarse, la pareja se mudó a Osceola (Nebraska). Mientras estudiaba derecho, ella comenzó a editar el Record, el único periódico en Polk County Condado de Polk. Más tarde, editó el primer periódico de Farmers' Alliance de Nebraska, dedicado al movimiento por la Templanza, la moralidad y la política republicana. Los Bittenbenders también reorganizaron la Asociación Agrícola del Condado de Polk, donde Ada Bittenbender ejerció como secretaria, tesorera, oradora, y la representante de 1881 en la reunión anual de la Junta Estatal de Agricultura, la primera mujer en ocupar este papel.
Cuando se organizó la Asociación del Sufragio Femenino de Nebraska en 1881, Bittenbender fue elegida secretaria de documentos, y trabajó con otras personas para asegurar la presentación de una enmienda del sufragio femenino a la constitución del estado en 1881. En la primera convención de sufragio que siguió a la presentación, se convirtió en una de las tres mujeres oradoras de la campaña, y en la siguiente fue elegida presidenta.

## Carrera
En 1882, Bittenbender pasó el examen de la sucursal de Nebraska, y se convirtió en la primera mujer admitida en la sucursal de Nebraska. Junto con su marido, se convirtió en socia del bufete de abogados H.C. & Ada M. Bittenbender, que establecieron en Lincoln en diciembre de 1882.
Bittenbender fue descrita como una abogada muy exitosa, y ganó todos los casos que presentó ante la Corte Suprema de Nebraska. Fue admitida en la Corte de Distrito de los Estados Unidos para el Distrito de Nebraska. Mientras ejercía la abogacía, Bittenbender trabajó como defensora legislativa, para la aprobación de un proyecto de ley de instrucción de la templanza científica, un proyecto de ley que restringía la venta de tabaco a menores, y una ley que da a la madre el mismo estatus de tutoría que al padre. También ayudó a establecer un hogar para mujeres y niñas, así como una escuela industrial, ambas establecidas por la legislatura de Nebraska.
En 1888, en el Consejo Internacional de Mujeres celebrado en Washington D. C., se dirigió al consejo con un discurso titulado «Las mujeres en la ley». También representó a la Unión Cristiana de Mujeres por la Templanza en Washington D. C., durante muchos años, llegando a ser su abogada nacional y abogando por una reforma legislativa sobre la templanza y el avance y protección de la mujer. En ese cargo, redactó «La Guía Nacional de Enmiendas Prohibitivas», un documento que promovía una enmienda federal sobre la prohibición.
En 1888, Bittenbender fue admitida a ejercer en la Corte Suprema de los Estados Unidos y fue elegida para la Unión Internacional de la Mujer Cristiana para la Templanza. En 1891, Bittenbender fue nombrada juez de la Corte Suprema de Nebraska.
Bittenbender escribió un capítulo sobre "Women in Law" en Woman's Work in America en 1891. También escribió un libro titulado Tedos and Tisod: A Temperance Story.

## Últimos años
En sus últimos años, Bittenbender se retiró del derecho y se dedicó a los estudios filosóficos. Murió en la casa de su hermana en Lincoln (Nebraska), el 15 de diciembre de 1925.